# ペルージャ祭壇画

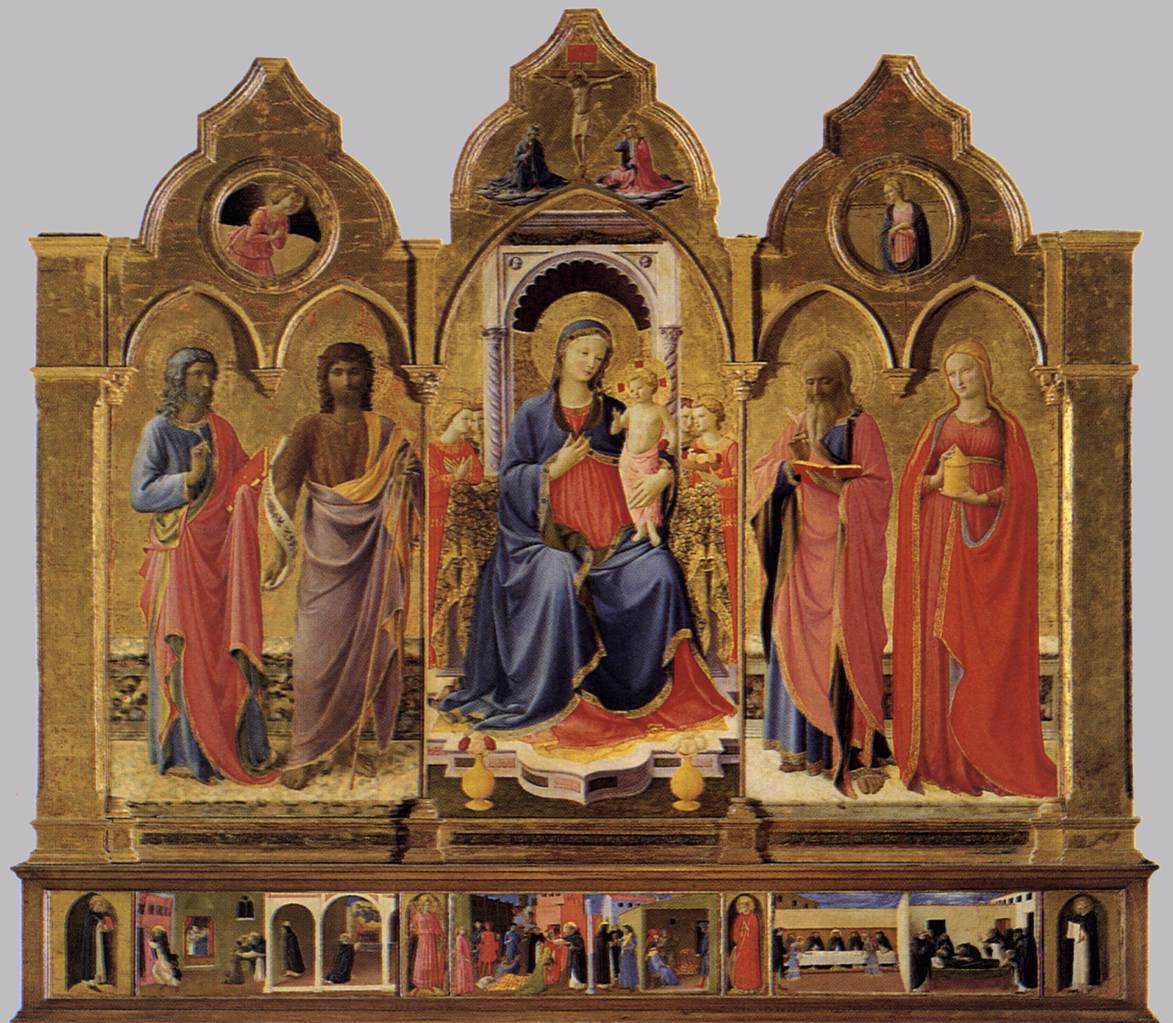
フラ・アンジェリコ『コルトーナ三連祭壇画』(1436-1437年)、218×240 cm、司教区美術館、コルトーナ

『ペルージャ祭壇画』（ペルージャさいだんが、イタリア語：Pala di Perugia）は、イタリア初期ルネサンスの画家フラ・アンジェリコによる板上のテンペラ画 (128 × 88 cm) である。イタリアのペルージャにあるウンブリア国立絵画館に所蔵されている。

## 歴史
絵画は、ペルージャのサン・ドメニコ大聖堂にある聖ニコラウス礼拝堂のために制作された。 19世紀初頭、祭壇画は分割されて、分散し、プレデッラ（裾絵）の板絵の何点かはヴァチカン美術館 (絵画館) に購入された。ペルージャでは、これら板絵の複製が制作され、ネオ・ゴシック様式の額縁に収められた。この多翼祭壇画はまた、いくつかの小さな側面柱に聖人の描写があり、頂上部には受胎告知の天使と聖母の描かれている二点のトンド (円形画) がある。

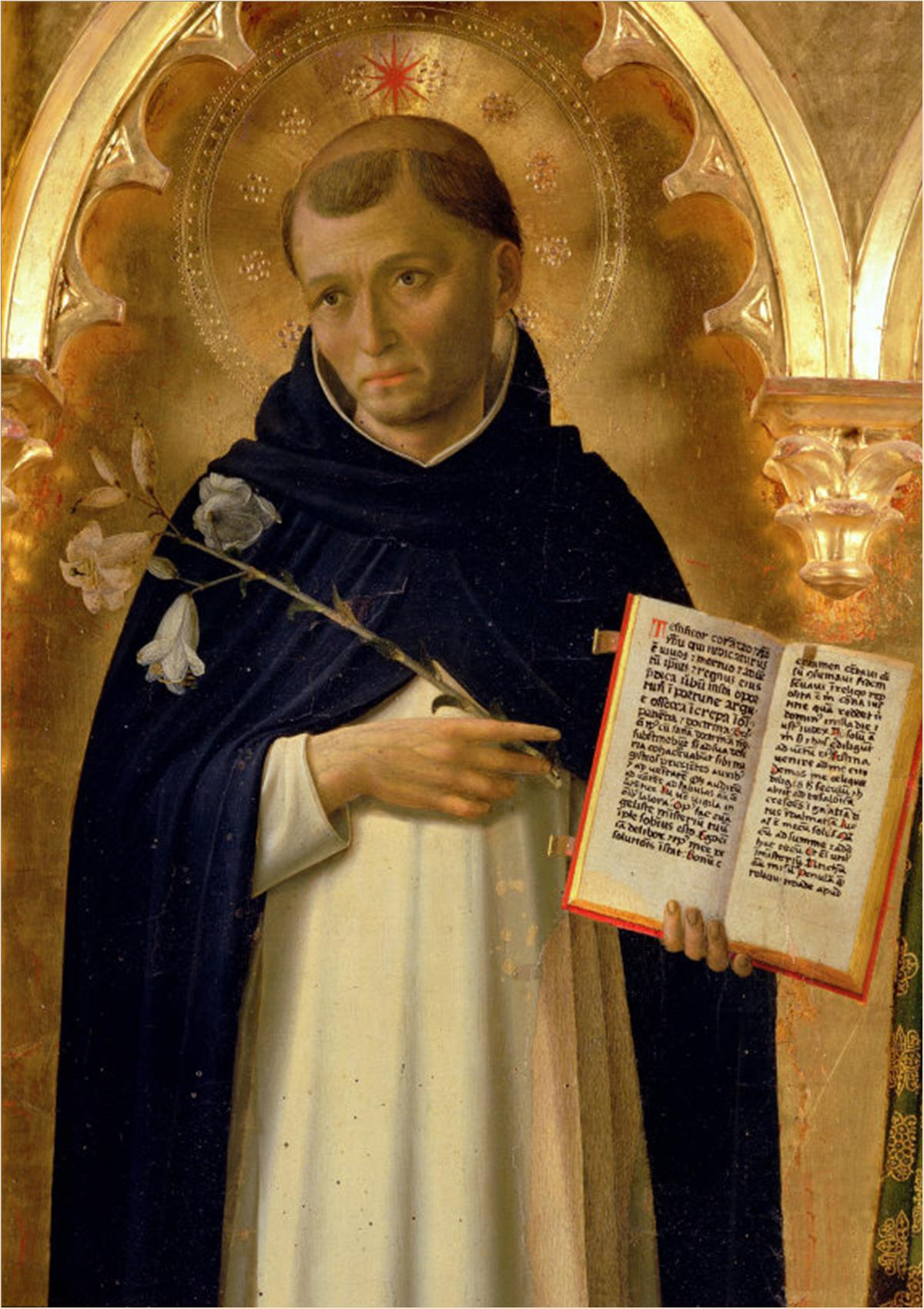
フラ・アンジェリコによる聖ドミニコを描いた側面パネル

## 概要
作品には、完全にフラ・アンジェリコの手になる、幼子イエスおよび天使とともに即位している聖母を描いた大きな中央画面が含まれている。そして、聖人の姿が描かれている、二つのアーチ型を持つ側面パネルも含まれている。左側には、フラ・アンジェリコに帰属される聖ドミニコと聖ニコラスがおり、右側には洗礼者ヨハネとアレクサンドリアの聖カタリナがいるが、主に工房による制作であると見なされている。
中央の聖母は「マエスタ 」(荘厳の聖母、イタリア語: Maestà) の描写であり、幾何学的な遠近法を使用して描かれた大きな玉座に腰かけている。聖母の前には、三本の白と赤のバラ（それぞれ、聖母の純粋さとキリストの受難を象徴している）を収めた花瓶のある階段がある。板絵は、特に聖母、玉座上のアーチ、天使の配置において、同じフラ・アンジェリコによる『コルトーナ三連祭壇画』に似ている。敷石による床は、大理石で装飾されており、『殉教者聖ペテロ三連祭壇画』（1428–1429年）などの初期の作品で、このような床はフラ・アンジェリコによってすでに使用されている。
聖人たちの姿は、後の『リナイオーリ祭壇画』（1433–1435年）ほど荘厳なものではない。聖人たちの背後には、金で装飾された錦織の飾り布で覆われたテーブルがあり、その上に聖ニコラウスのミトラ (司教冠) が置かれている。
プレデッラの板絵は、聖ニコラウスの生涯からの場面を描いている。